# Martín Saban
Martín Saban (Argentina; 27 de septiembre de 1972) es un director de televisión argentino. Es conocido principalmente por haber dirigido, junto a Sebastián Pivotto la telenovela Padre Coraje.

## Televisión
Director
- Soy gitano (2003)
- Padre Coraje (2004)
- Hombres de honor (2005)
- Deja que la vida te despeine (2006 - México)
- Amor sin condiciones (2006 - México)
- Bellezas indomables (2007 - México)
- Pobre rico... pobre (2008 - México)
- Valientes (2009)
- Alguien que me quiera (2010)
- Los únicos (2011)
- Violetta (2012)
- Sos mi hombre (2012)
- Soy Luna (2016)
- Mi hermano es un clon (2018)
- Argentina, tierra de amor y venganza (2019)
- Separadas (2020)

Director de segunda unidad
- Primicias (2000)
- 22, el loco (2001)
- Son amores (2002)
- Sin Código (2004)